# 1980 na literatura

## Eventos
- Maria de Lourdes Pintasilgo publica Sulcos do nosso querer comum.

### Prémios
- Arthur C. Clarke vence o Prémio Hugo com The Fountains of Paradise.

### Banda Desenhada
- Abril - Primeiro número da primeira revista mensal do Mickey publicada em Portugal, lançada pela Editora Morumbi.

## Livros
- José Saramago - Levantado do Chão

## Mortes
| Data            | Nome                    | Profissão                                             | Nacionalidade   | Observações | Ref |
| --------------- | ----------------------- | ----------------------------------------------------- | --------------- | ----------- | --- |
| 10 de Março     | José Américo de Almeida | escritor, político, advogado, folclorista e sociólogo | Brasil          | n. 1887     |     |
| 22 de Fevereiro | Oskar Kokoschka         | pintor e escritor                                     | Áustria-Hungria | n. 1886     |     |
| 15 de Abril     | Jean-Paul Sartre        | filósofo e escritor                                   | França          | n. 1905     |     |
| 18 de abril     | Igino Giordani          | escritor, jornalista e político                       | Reino de Itália | n. 1894     |     |
| 7 de Junho      | Adalgisa Nery           | poeta, jornalista e política                          | Brasil          | n. 1905     |     |
| 13 de Junho     | Carlos Torres Pastorino | estudioso e escritor espírita                         | Brasil          | n. 1910     |     |
| 9 de Julho      | Vinícius de Moraes      | poeta, compositor e diplomata                         | Brasil          | n. 1913     |     |
| 29 de agosto    | Bernardo Santareno      | escritor e dramaturgo                                 | Portugal        | n. 1924     |     |
| 27 de Outubro   | José Rodrigues Miguéis  | escritor                                              | Portugal        | n. 1901     |     |
| 21 de Dezembro  | Nelson Rodrigues        | teatrólogo, jornalista, cronista e escritor           | Brasil          | n. 1912     |     |
| 31 de Dezembro  | Marshall McLuhan        | teórico dos meios de comunicação                      | Canadá          | n. 1911     |     |

## Prémios literários
- Nobel de Literatura - Czeslaw Milosz.
- Prémio Machado de Assis - Mário Quintana
- Prémio Hans Christian Andersen - Bohumil Riha